# 聖何塞德爾戈爾福
14°45′36″N 90°22′48″W / 14.76000°N 90.38000°W
聖何塞德爾戈爾福（西班牙語：San José del Golfo），是危地馬拉的城鎮，位於該國中南部，由瓜地馬拉省負責管轄，面積84平方公里，海拔高度901米，2002年人口5,156，人口密度每平方公里61.38人。